# 風景大理石

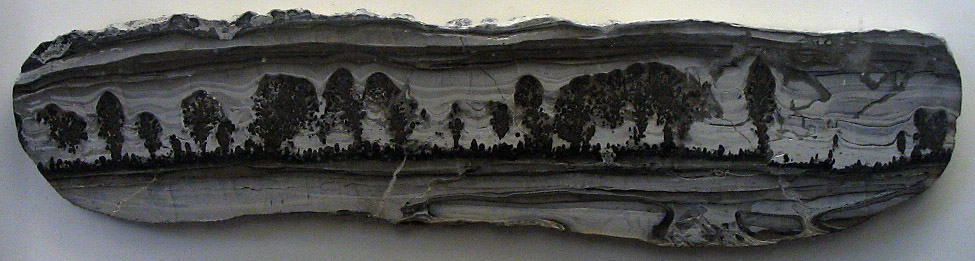
コタム・マーブル（風景大理石）

風景大理石（ふうけいだいりせき、landscape marble）または森林大理石（しんりんだいりせき、forest marble）は、イギリス南西部のブリストル周辺で産出する大理石である。
上方にそろって伸びる樹枝状の模様が特徴で、艶出しをした断面があたかも森林や樹木が生えた耕地などに見えることからこのように呼ばれている。
レート階（レ―シャン階、2億850万-2億130万年前）の地層であるコタム地層で形成される。このためコタム・マーブル（Cotham Marble）とも呼ばれる。模様の成因には諸説あり、上昇するガスの気泡によるという説や藻類によるという説などが唱えられている。
特にヴィクトリア朝において珍重された。柔らかいため外材の使用には向かず、もっぱら鑑賞用として陳列したり家具や煙突などに象嵌し装飾品として用いられた。類似の特徴を持つものとして廃墟大理石がある。また19世紀の中国にも、模様が風景のように見える大理石を「夢の石」と称して珍重し、額に入れ落款を刻んで飾る習慣があったという。